# Гулиев, Дагиб Омарович
Даги́б Ома́рович Гули́ев (карач.-балк. Гулийланы Омарны жашы Дагиб;  27 сентября 1956, г. Алма-Ата, Казахская ССР, СССР — 1991, Чегет, Кабардино-Балкарская АССР, СССР) — советский горнолыжник, мастер спорта СССР международного класса (1978), чемпион СССР в троеборье (скоростной спуск, супер-гигант, слалом), девятикратный призёр Кубка Союза по горным лыжам, член сборной СССР по горнолыжному спорту, участник этапов Кубка мира.

## Биография
Родился в 27 сентября 1956 году в г. Алма-Ата, Казахская ССР, СССР, куда его семья была депортирована в 1944 году. Национальность — балкарец. Среднюю среднюю школу окончил в 1973 году в поселке Терскол, КБР. Окончил Львовский государственный институт спорта.
В 1988 начал работать во Львовском комитете по спорту инструктором.
В течение 8 лет входил в состав сборной СССР по горным лыжам, чемпион СССР в троеборье, участвовал в этапах Кубка Мира.
Погиб в 1991 году в гостинице Чегет в Приэльбрусье.

## Достижения
- чемпион СССР в троеборье (скоростной спуск, супер-гигант, слалом)
- призёр Кубка СССР по горным лыжам
- член сборной СССР по горнолыжному спорту

Результаты на Кубках Мира (не полный список)
| № | Дата | Место               | Дисциплина        | Занятое место |
| - | ---- | ------------------- | ----------------- | ------------- |
| 1 | 1978 | Валь Гардена        | Скоростной спуск  | 37            |
| 2 | 1979 | Кран-Монтана        | Скоростной спуск  | 31            |
| 3 | 1979 | Фурано              | Слалом            | 25            |
| 4 | 1979 | Валь-д'Изер         | Скоростной спуск  | 22            |
| 5 | 1980 | Ханненкам           | Скоростной спуск  | 21            |
| 6 | 1980 | Валь-д'Изер         | Скоростной спуск  | 46            |
| 7 | 1980 | Мадонна-ди-Кампильо | Гигантский слалом | 69            |

## Память
- установлена памятная плита на поляне Чегет в Приэльбрусье
- проводятся первенства по горнолыжному спорту памяти Дагиба Гулиева[12]